# 타나카 아츠코
타나카 아츠코(일본어: 田中 敦子 다나카 아쓰코[*], 1962년 11월 14일~2024년 8월 20일)는 일본의 여자 성우, 나레이터이다. 마우스 프로모션에 소속으로 활동하였다. 군마현 마에바시시 출신이다.

## 출연 작품

### TV 애니메이션
- 2002년 공각기동대 : STAND ALONE COMPLEX(쿠사나기 모토코)
- 2004년 공각기동대 : S.A.C 2nd GiG(쿠사나기 모토코)
- 1999년 붕붕차차(보쿠 엄마)
- 1998년 슈퍼돌 리카쨩(푸르)

### 극장용 애니메이션
- 1995년 공각기동대(쿠사나기 모토코)
- 2004년 공각기동대 : 이노센스(쿠사나기 모토코)
- 2011년 철권 : 블러드 벤젠스(니나 윌리엄스)
- 2013년 바요네타 : 블러디 페이트(바요네타)
- 2018년 너의 췌장을 먹고 싶어(엄마)
- 2021년 명탐정 코난: 비색의 부재증명(메리)
- 2021년 시도니아의 기사 : 사랑을 잣는 별(사마리 잇탄)

### OVA
- 1996년 애천사전설 웨딩피치DX(거미괴물)
- 2006년 공각기동대 : S.A.C. Solid State Society(쿠사나기 모토코)

### 게임
- 쿠노이치(히바나)
- 바요네타(바요네타)